# Gymnopilus parrumbalus
Gymnopilus parrumbalus là một loài nấm thuộc họ Cortinariaceae.